# مارتن اميرهاوسير
مارتن اميرهاوسير (بالألمانية: Martin Amerhauser)‏ ولد 23 يوليو 1974 في زالتسبورغ، هو لاعب كرة قدم نمساوي. يلعب كلاعب وسط. شارك مارتن مع منتخب بلاده في عدة بطولات من بينها بطولة كأس العالم لكرة القدم 1998.

## روابط خارجية
- مارتن اميرهاوسير على موقع الاتحاد الدولي (مؤرشف)  (الإنجليزية)
- مارتن اميرهاوسير على موقع قاعدة بيانات كرة القدم.إي يو (الإنجليزية)
- مارتن اميرهاوسير على موقع ناشيونال فوتبول تيمز (الإنجليزية)
- مارتن اميرهاوسير على موقع Soccerway.com (الإنجليزية)
- مارتن اميرهاوسير على موقع عالم كرة القدم.نت (الإنجليزية)